# 東貝鎮區 (密歇根州)
東貝鎮區（英語：East Bay Township）是位於美國密歇根州大特拉弗斯縣的一個特設鎮區。

## 地方資料
東貝鎮區的面積為109.70平方千米，當中陸地面積為103.40平方千米，而水域面積為6.30平方千米。根據2020年美國人口普查的數據，當地共有人口11589人，而人口密度為每平方千米105.64人。